# Augusto Bracca
Augusto Bracca (Trinidad de Orichuna (Apure), 23 de abril de 1918 – Guasdualito (Apure), 25 de diciembre de 2012) fue un compositor de folk venezolano. Además de su actividad como compositor, fue cantante, gracias a la ayuda de Cándido Herrera, que le ayudó en la interpretación de sus composiciones.

## Biografía
Augusto Bracca es reconocido por sus composiciones para los cantantes José Catire Carpio y Juan de los Santos Contreras (El Carrao de Palmarito). El autor El primero grabó, entre otras, dos de las piezas más famosas de su carreraː "Mi llano es un paraíso" y "Mi rancho llanero" y posteriormente su pieza más popular "Chaparralito llanero".
Hubo muchos otros cantantes que interpretaron exitosamente trabajos de Augusto Bracca, como Eneas Perdomo, y Roiman Meza con la canción Traigo polvo del camino, Cristóbal Jiménez con Dios te puso en mi camino y Edith Salcedo, que grabó Amorcito de mi vida; también Cuarteto Pueblo, María Teresa Chacín, Quinto Criollo, Lila Moreno, Juan Galea y Lilia Madrigal. Las composiciones de Bracca viajaron más allá de Venezuela para convertirse en piezas de cantantes latinos como  Javier Solis, Olimpo Cárdenas, Irma Dorante y el Mariachi México.
Otras canciones famosos de él son: A mi ranchito escondido, Alto Apure, Amorcito de mi vida, Chaparralito llanero, Cariño lindo, El beso que te di, El negro José, Fiesta llanera en Elorza, Lindo amanecer, Traigo polvo del camino yo no olvido mi llanura, Qué bonito es Camaguán, entre otras.